# Гефеле, Карл-Йозеф
Ка́рл Йозе́ф фон Ге́феле (нем. Karl Joseph von Hefele; 15 марта 1809 — 5 июня 1893) —
немецкий богослов и историк, 3-й епископ епархии Роттенбург-Штутгарт Римско-католической церкви.
Гефеле родился в городе Алене, в 1817 году поступил учиться в гимназию в Эльвангене, после учёбы в которой поступил в семинарию. С 1827 Гефеле учился в университете Тюбингена, где изучал философию, филологию и католическое богословие. 1833 Гефеле был рукоположен в сан священника.
Гефеле был профессором Тюбингенского университета; состоял членом вюртембергской палаты представителей; участвовал в комиссии ученых богословов для подготовительных работ к Первому Ватиканскому собору 1870 года. 17 июня 1869 Гефеле стал епископом Роттенбургским. Сначала Гефеле был одним из самых настойчивых противников догмата о папской непогрешимости. 13 июля 1870 г. он, вместе с 87 единомышленниками, подал голос против догмата и повторял своё «non placet» в коллективном письменном заявлении папе. Возвратясь в свою епархию, он и там еще некоторое время не провозглашал нового догмата, но потом уступил силе вещей. С течением времени Гефеле становился все более узким папистом. Главная слава его, как церковного историка, основывается на его: «Conciliengeschichte» («История соборов») (1-е изд. 1855—1874). 2-е издание этого труда носит на себе резкий отпечаток изменившихся с 1871 года воззрений автора. Другие сочинения и издания Гефеле:
- «Geschichte der Einführung des Christenthums im südwestlichen Deutschland, besonders in Würtemberg», Tübingen 1837 («История введения христианства в Юго-Западной Германии, в частности, в Вюртемберге») Архивная копия от 7 марта 2016 на Wayback Machine
- «Das sendschreiben des Apostels Barnabas». Haase, 1840 («Послание апостола Варнавы») Архивная копия от 4 марта 2016 на Wayback Machine
- «Patrum Apostolicorum Opera» Tübingen 1847 («Сочинения мужей апостольских») Архивная копия от 31 декабря 2014 на Wayback Machine,
- «Der cardinal Ximenes und die Kirchlichen zustände Spaniens am Ende des 15 und Anfangе des 16 Jahrhunderts» Tübingen 1851 Архивная копия от 1 января 2015 на Wayback Machine («Кардинал Хименес и состояние церкви Испании в конце 15-го и в начале 16-го веков»)
- «The life of Cardinal Ximenez» London 1860 («Жизнь кардинала Хименеса» перевод на английский книги «Der cardinal Ximenes und die Kirchlichen…») Архивная копия от 31 декабря 2014 на Wayback Machine,
- «Beiträge zur Kirchengeschichte, Archäologie und Liturgik» Tübingen 1864 («Исследования по церковной истории, археологии и литургике») Архивная копия от 31 декабря 2014 на Wayback Machine
- «El cardenal Jiménez de Cisneros y la iglesia española a fines del siglo XV y principios del XVI» Barcelona 1869 (перевод на испанский книги «Der cardinal Ximenes und die Kirchlichen…») Архивная копия от 5 марта 2016 на Wayback Machine,

и прочее.

## Издания и переводы «История соборов»
на немецком:
- «Conciliengeschichte» T.1 (1869) Архивная копия от 27 октября 2014 на Wayback Machine,
- «Conciliengeschichte» T.2 (1869) Архивная копия от 27 октября 2014 на Wayback Machine,
- «Conciliengeschichte» T.3 (1869) Архивная копия от 27 октября 2014 на Wayback Machine,
- «Conciliengeschichte» T.4 (1869) Архивная копия от 27 октября 2014 на Wayback Machine

При подготовке французского издания текст был существенно расширен за счёт справочного аппарата, помещённого в примечания:
авторы: Hefele, Karl Joseph von, 1809—1893; Hergenröther, Joseph, 1824—1890; Leclercq, Henri, 1869—1945; Knöpfler, Alois, 1847—1921; Michel, Albert, 1877-; Clercq, Charles de; Richard, P. (Pierre), 1858-
- Histoire des conciles d’après les documents originaux (1907) T.1; 1 Архивная копия от 31 декабря 2014 на Wayback Machine
- Histoire des conciles d’après les documents originaux (1907) T.1; 2 Архивная копия от 31 декабря 2014 на Wayback Machine
- Histoire des conciles d’après les documents originaux (1907) T.2; 1 Архивная копия от 31 декабря 2014 на Wayback Machine
- Histoire des conciles d’après les documents originaux (1907) T.2; 2 Архивная копия от 31 декабря 2014 на Wayback Machine
- Histoire des conciles d’après les documents originaux (1907) T.3; 1 Архивная копия от 31 декабря 2014 на Wayback Machine
- Histoire des conciles d’après les documents originaux (1907) T.3; 2 Архивная копия от 31 декабря 2014 на Wayback Machine
- Histoire des conciles d’après les documents originaux (1907) T.4; 1 Архивная копия от 31 декабря 2014 на Wayback Machine
- Histoire des conciles d’après les documents originaux (1907) T.4; 2 Архивная копия от 31 декабря 2014 на Wayback Machine